# Río Diguillín
Río Diguillín är ett vattendrag i Chile.   Det ligger i regionen Región del Biobío, i den södra delen av landet, 400 km söder om huvudstaden Santiago de Chile.
I omgivningen kring Río Diguillín växer i huvudsak städsegrön lövskog. Området är ganska glesbefolkat, med 28 invånare per kvadratkilometer.